# 이내흔
이내흔(李來欣, 1936년 4월 13일~2023년 10월 10일)은 대한민국의 기업인으로, 현대해상화재보험 회장을 지냈다.
1936년 충청남도 논산군에서 태어났다. 대전중학교, 대전고등학교, 성균관대학교 법학과, 성균관대학교 대학원 경영학 석사 과정을 졸업했다.
성균관대학교 졸업 후 현대그룹에 입사핬다. 현대건설에서 이사를 거쳐 사장까지 지냈다. 이 시기에 현대건설 배구단의 사장을 맡기도 했다.
1992년 제14대 국회의원 선거에서 통일국민당 후보로 서울특별시 종로구 선거구에 출마했으나 현역 국회의원인 민주자유당 이종찬 후보에 밀려 낙선했다. 이후 기업인으로 복귀했다. 현대 유니콘스 대표이사, 현대통신 사장 등을 지냈다. 2003년부터 2007년까지는 대한야구협회 회장을 맡았다.

## 학력
- 대전중학교 졸업
- 대전고등학교 졸업
- 성균관대학교 법학 학사
- 성균관대학교 대학원 경영학 석사
- 샌프란시스코 주립 대학교(SFSU) 경영학 학사
- 샌프란시스코 주립 대학교 경영대학원 MBA

## 역대 선거 결과
| 실시년도 | 선거   | 대수 | 직책     | 선거구      | 정당       | 득표수   | 득표율          | 순위 | 당락 | 비고 |
| -------- | ------ | ---- | -------- | ----------- | ---------- | -------- | --------------- | ---- | ---- | ---- |
| 1992년   | 총선   | 14대 | 국회의원 | 서울 종로구 | 통일국민당 | 28,336표 | \| \| 24.39% \| | 3위  | 낙선 |      |
|          | 24.39% |      |          |             |            |          |                 |      |      |      |